# 霍罗希夫 (卢茨克区)
霍罗希夫（羅馬化：Horokhiv）是乌克兰西北部沃倫州盧茨克區霍罗希夫市镇内的城市及该市镇的行政中心，2020年7月18日前为霍罗希夫区的行政中心。該市距離州府盧茨克49公里，面積11平方公里，海拔高度213米，2022年人口数量为8,925人。
第二次世界大战期間，納粹德國在1941年6月24日至1944年7月18日佔領該市。

## 图集

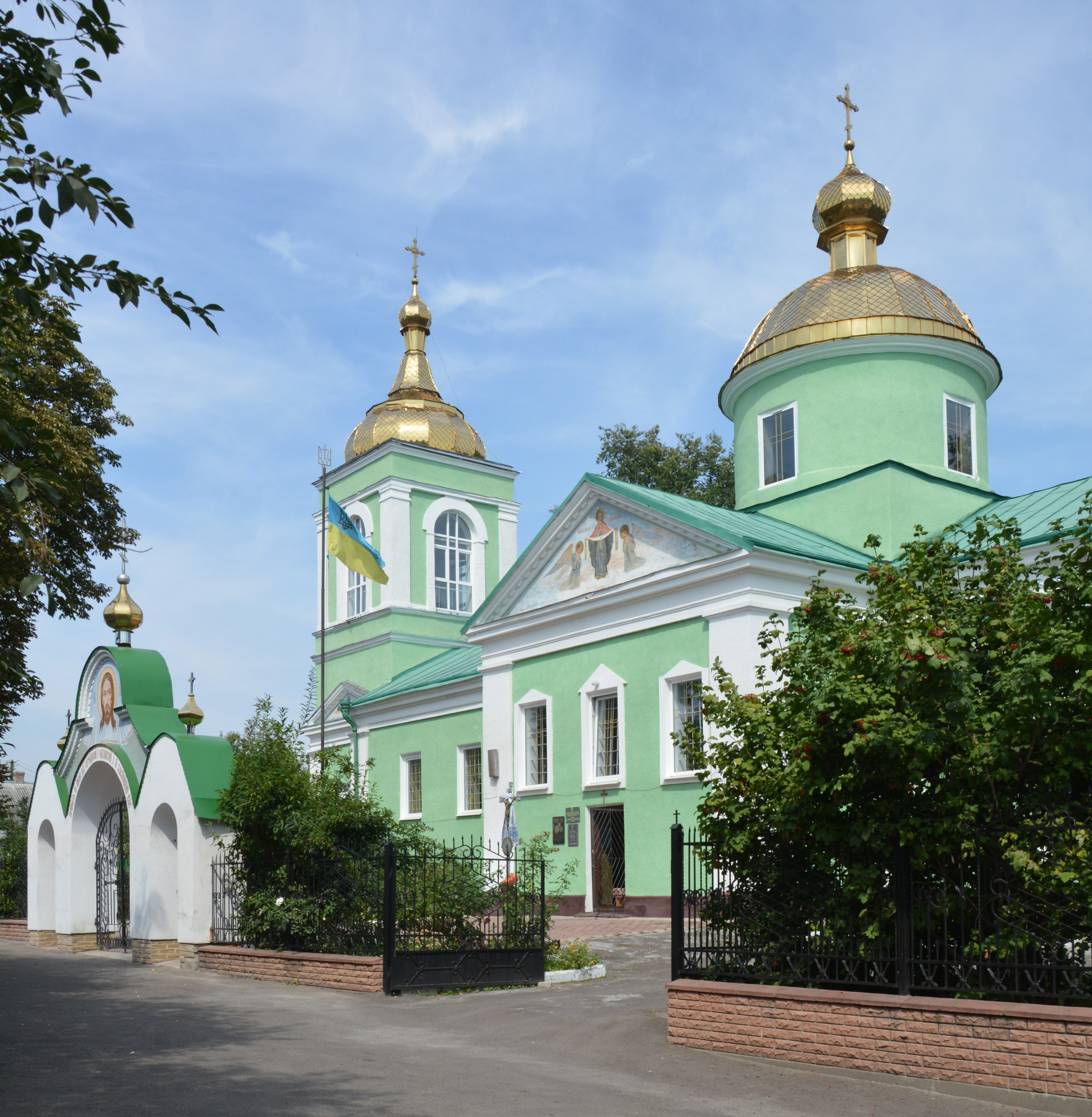
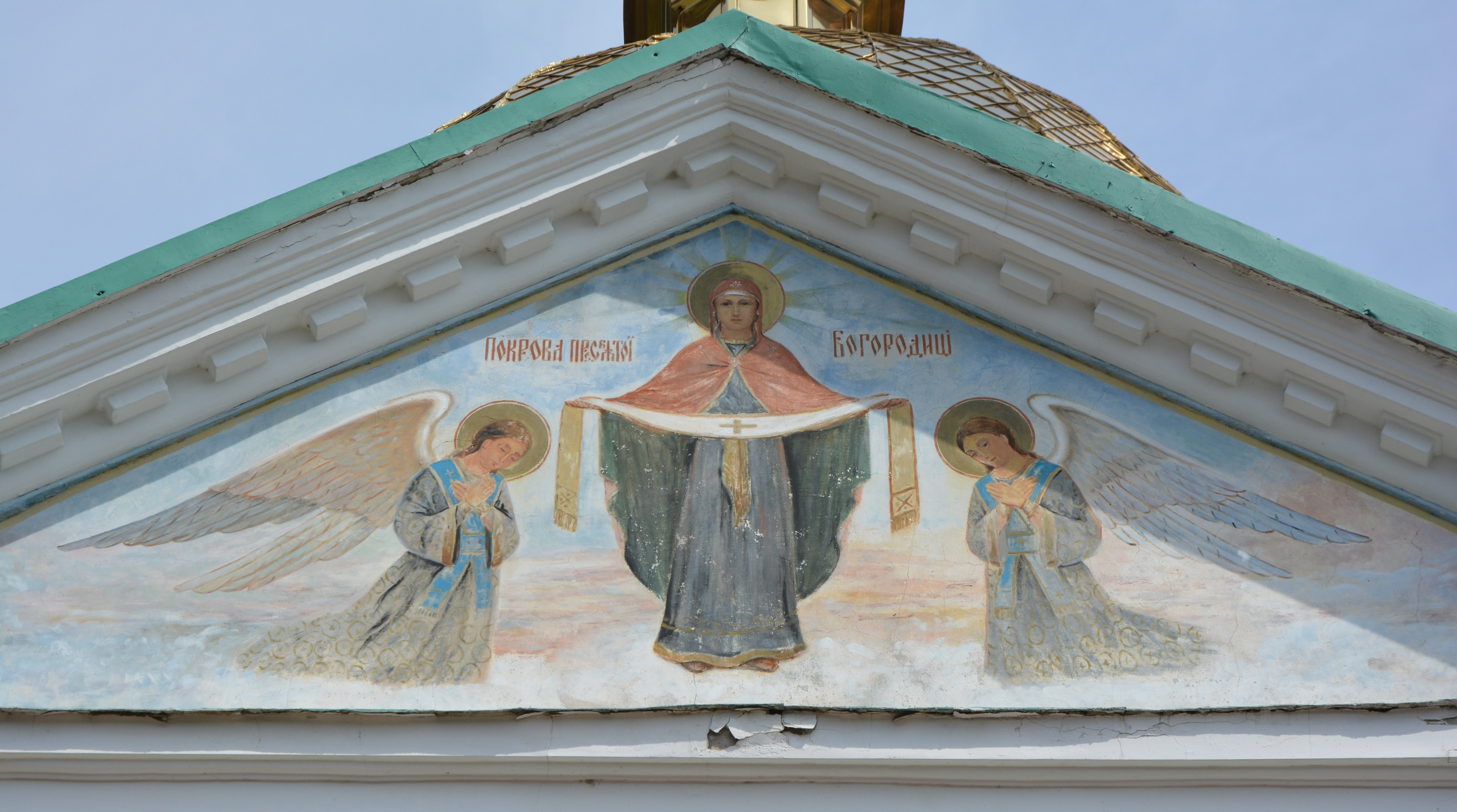
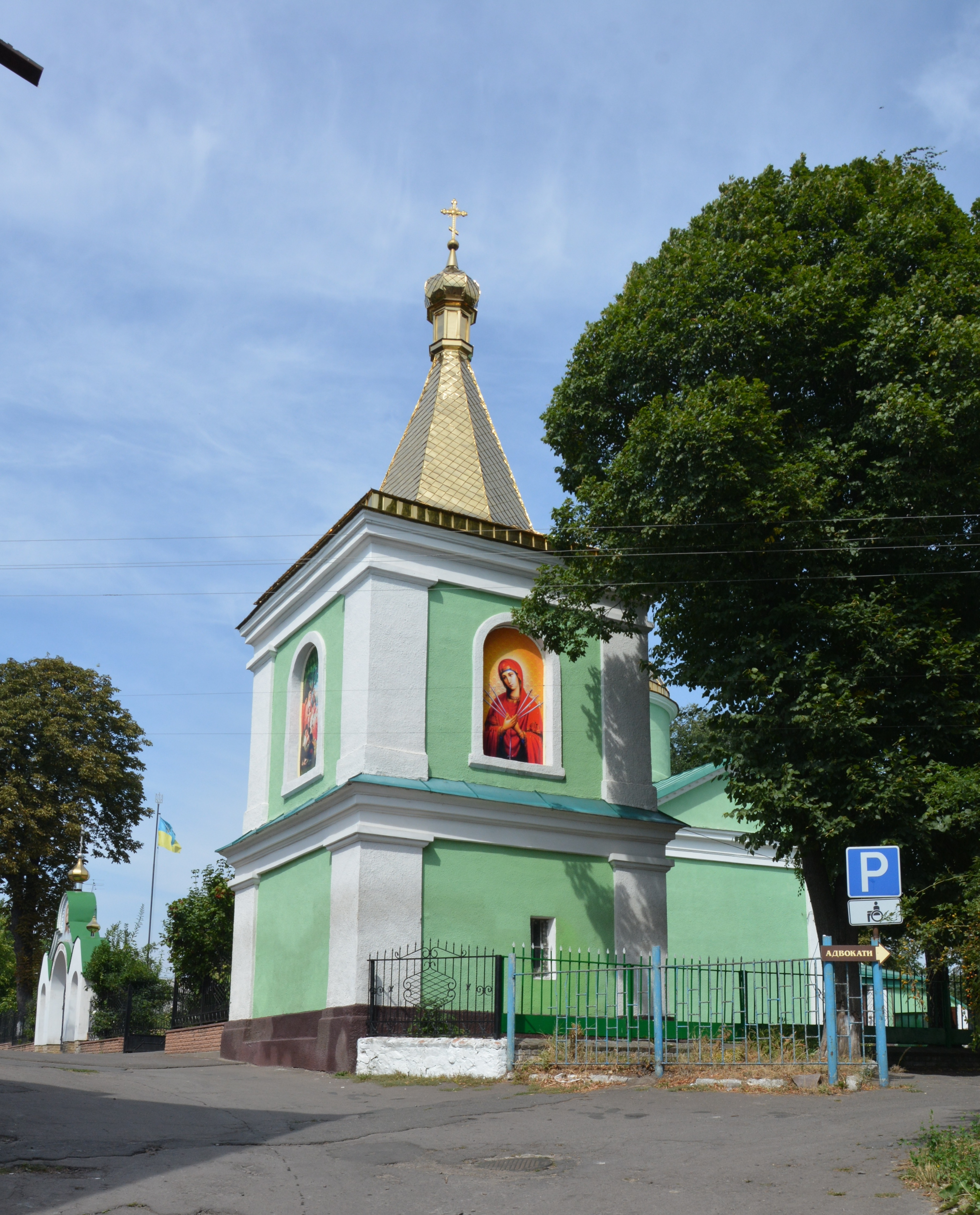
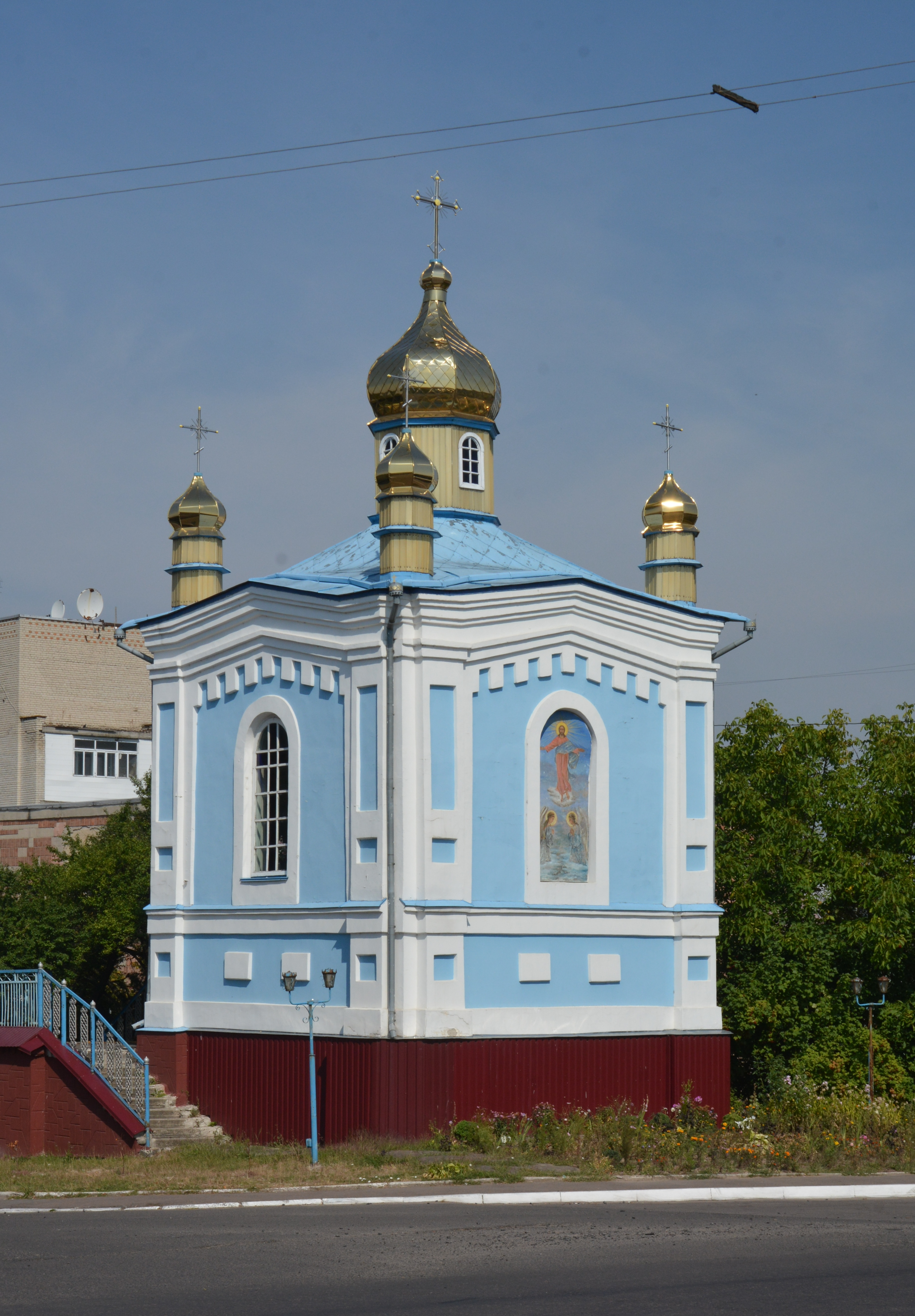
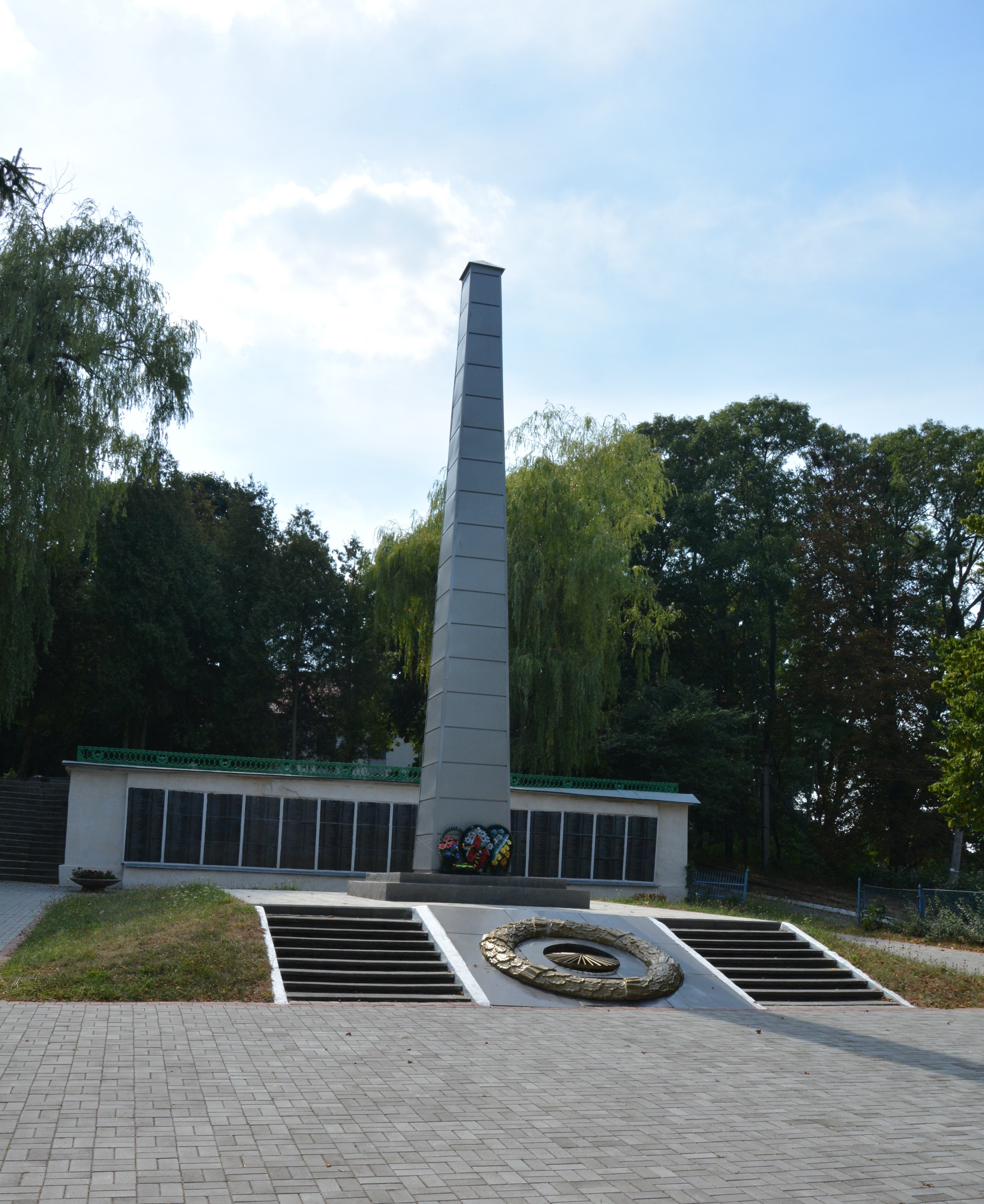